# Siegfried Nendel
Erich Siegfried Nendel (* 25. Februar 1901 in Coswig; † 8. Mai 1979 in Nienburg/Weser) war ein deutscher Verwaltungsbeamter.
Siegfried Nendel war als selbständiger Handelsvertreter tätig. In der Zeit des Nationalsozialismus wurde er wegen seiner sozialdemokratischen Gesinnung verfolgt. Von Juli 1946 an war er Stadtdirektor von Rodenberg und von 1948 bis 1966 Oberkreisdirektor des Landkreises Schaumburg-Lippe (Niedersachsen).

## Ehrungen
- 1966: Verdienstkreuz 1. Klasse der Bundesrepublik Deutschland